# Fiskekutter
Fiskekutter er en betegnelse for et søfartøj, som stammer fra England. Det var oprindeligt et sejlfartøj, men  blev moderniseret med motor fra først i 1900-tallet. Sejlsætningen blev dog bevaret.
Op gennem 1900-tallet var fiskekuttere af hajtypen  almindelige i enhver dansk fiskerihavn samt alle andre steder, hvor der blev fisket fra havet, som fiskernes 'folkebåd'. 
Betegnelsen anvendes stadig om mindre fiskefartøjer, selvom der ikke er tale om en egentlig kutter.
I 1908 fandtes i Danmark 1.480 fiskebåde med motor på i alt 8.367 BRT. I 1919 var antallet vokset til 4.370 og i alt 16.299 BRT.
- Typisk dansk fiskekutter ved Løkken
- Typisk dansk fiskekutter ved Ringkøbing Fjord
- Tysk fiskekutter (rejekutter)